# Leptocerus ousta
Leptocerus ousta är en nattsländeart som beskrevs av Schmid 1987. Leptocerus ousta ingår i släktet Leptocerus och familjen långhornssländor. Inga underarter finns listade i Catalogue of Life.